# 武術太極拳

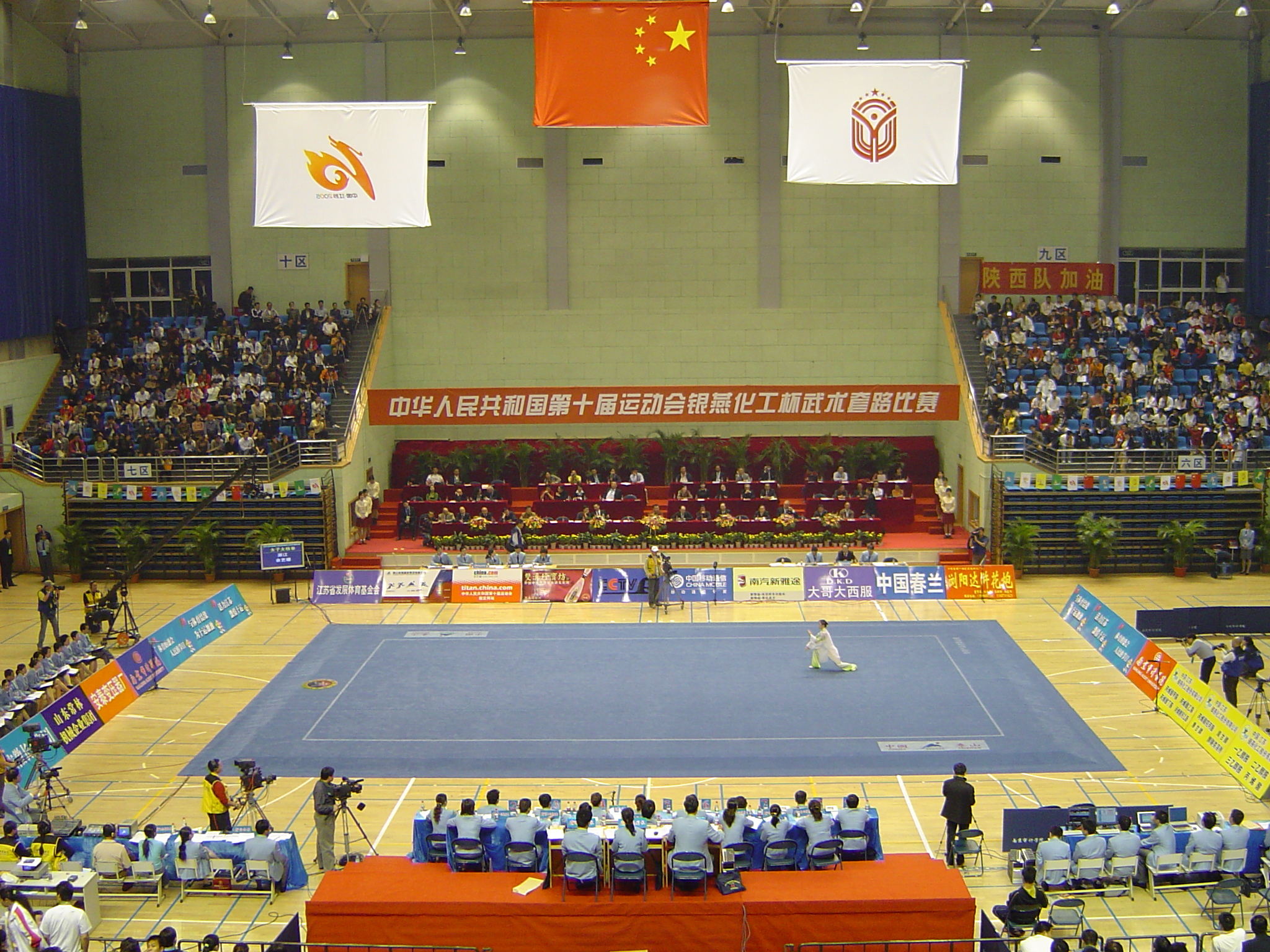
典型的な武術太極拳競技会の競技場。第10回アジア競技大会にて。

武術太極拳（ぶじゅつたいきょくけん）は中国で生まれた中国武術をもとにしたスポーツである。中国および国際的には武術（ウーシュー、Wushu）と呼ばれ、日本では「武術太極拳」という名称となった。

## 競技概要

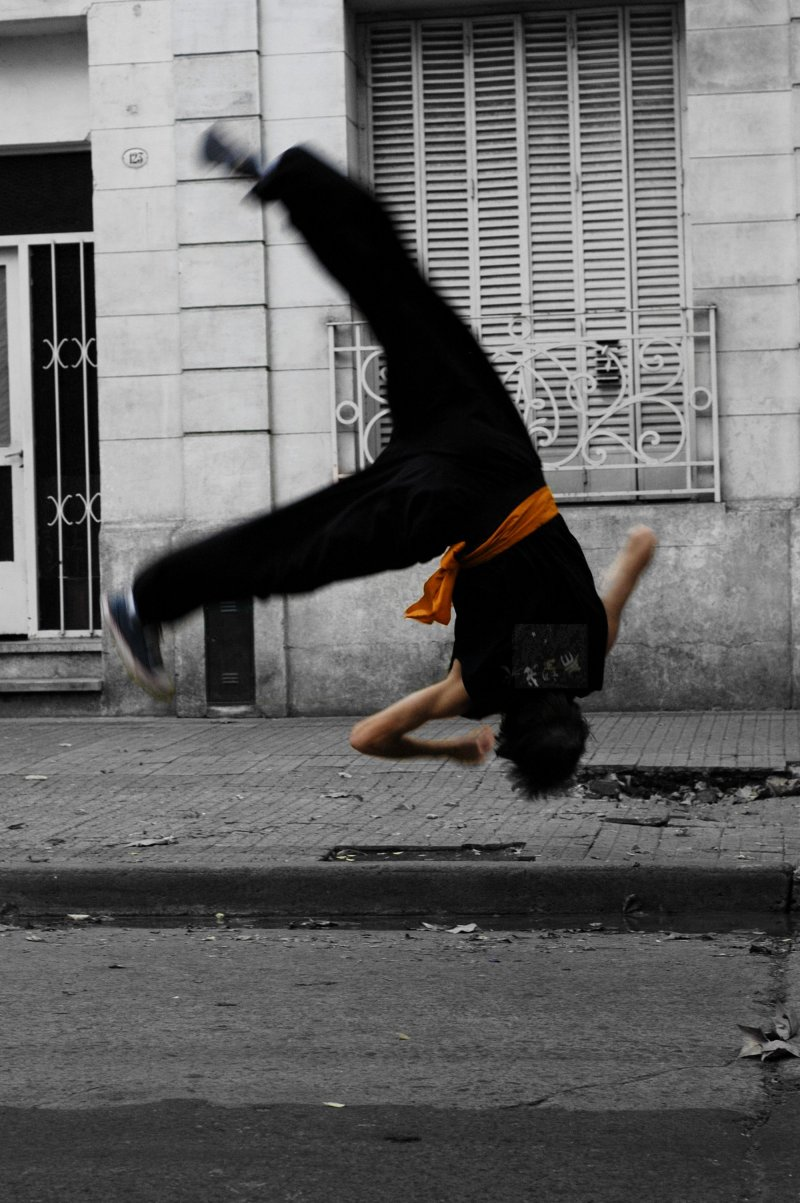
長拳の側空翻

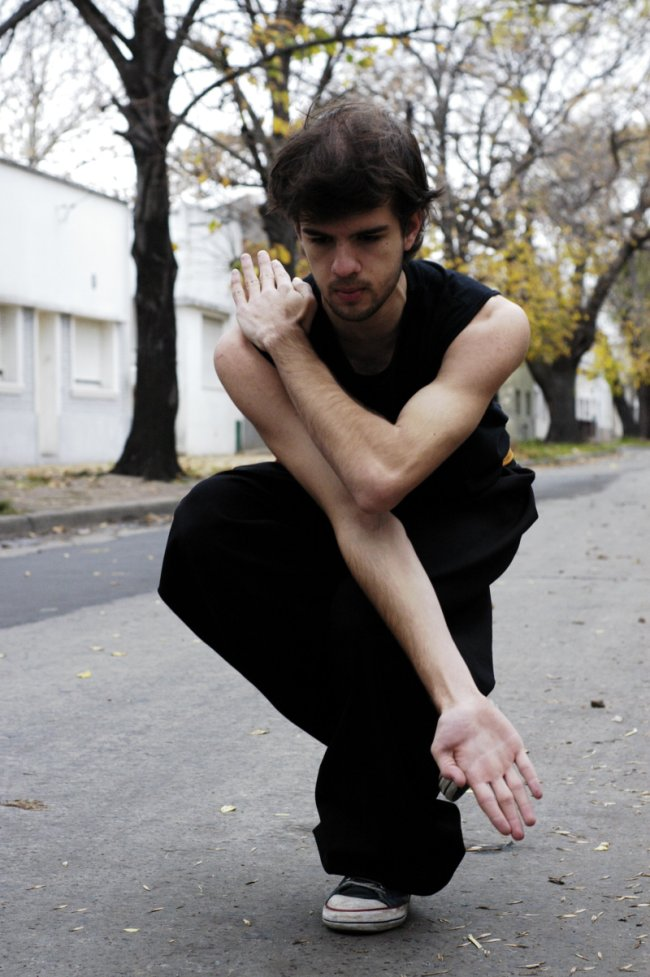
南拳の動き

この国際競技スポーツとしての武術は近年国際的に普及してきており、1999年、国際オリンピック委員会 (IOC) 暫定承認競技となり、2002年、IOC正式承認競技となった。アジア競技大会では1990年アジア競技大会（北京）から、東アジア競技大会では1993年の第1回大会（上海）から正式競技として実施されている。IOC後援ワールドゲームズでは2009年台湾高雄大会で公開競技として実施される。
国内競技団体は日本武術太極拳連盟で日本オリンピック委員会 (JOC) に加盟している。国際競技団体は国際武術連盟 が1990年に北京で創立され、世界武術選手権を1991年の北京での第1回から各国で開催している。
国際競技としての武術太極拳の種目は、太極拳、長拳三種目総合、南拳の三種である。太極拳は、各派の太極拳を統合して競技用に整理したものが行われている（太極拳#制定拳参照）。長拳三種目総合は少林拳、査拳、華拳など北派武術を元にして作られた。南拳は伝統的な南拳のうち、主に広東省の代表的な南拳である洪家拳を元に作られている。これらは表演競技であり空手で形競技にあたる套路競技である。採点の容易さから、制定拳あるいは規定拳と呼ばれる統一した動作が多く演じられている。（中国武術#門派参照）
国際武術連盟では空手で言うところの組手競技である散手（散打）競技も種目化しており、アジア武術選手権大会でも実施され、ワールドカップも開催している。しかし、日本武術太極拳連盟はこれらに選手は派遣せず、日本からは空道の大道塾らが派遣している。また、日本や上記の総合競技大会では武術太極拳の散打競技は実施されていない。

## 套路競技種目
- 太極拳
- 長拳三種目総合
  - 長拳
  - 短器械
    - 剣術
    - 刀術

  - 長器械
    - 槍術
    - 棍術
- 南拳